# Roger Revelle

The atmosphere's CO_{2}-concentration

Roger Randall Dougan Revelle (Seattle, 7 de março de 1909 — San Diego, 15 de julho de 1991) foi um físico estadunidense.